# Necrophila japonica
Necrophila japonica es una especie de escarabajo carroñero del género Necrophila, categorizada en la tribu Silphini, de la subfamilia Silphinae. Fue descrita por Motschulsky en 1861.

## Distribución
Se distribuye por Japón.